# Anguilla reinhardtii
Anguilla reinhardtii és una espècie de peix pertanyent a la família dels anguíl·lids que habita a Nova Guinea, Nova Caledònia i l'est d'Austràlia, incloent-hi Tasmània i l'illa de Lord Howe.
El mascle pot arribar a fer 165 cm de llargària màxima i la femella 158 (normalment, en fan 100). Pes màxim: 22 kg. És inofensiu per als humans. Els exemplars adults fan migracions anyals per fresar a les aigües oceàniques. Menja principalment, durant la nit, crustacis, mol·luscs, insectes terrestres i aquàtics, i peixos (incloent-hi angules). És un peix d'aigua dolça, salabrosa i marina; demersal; catàdrom i de clima tropical (10°S-43°S, 141°E-161°E). Pot assolir els 41 anys.